# Piz d'Agnel
Piz d'Agnel är en bergstopp i Schweiz.   Den ligger i regionen Albula och kantonen Graubünden, i den östra delen av landet, 180 km öster om huvudstaden Bern. Toppen på Piz d'Agnel är 3 205 meter över havet, eller 150 meter över den omgivande terrängen. Bredden vid basen är 0,95 km.
Terrängen runt Piz d'Agnel är huvudsakligen bergig, men den allra närmaste omgivningen är kuperad. Närmaste större samhälle är St. Moritz, 10,5 km öster om Piz d'Agnel. 
Trakten runt Piz d'Agnel består i huvudsak av gräsmarker. Runt Piz d'Agnel är det glesbefolkat, med 14 invånare per kvadratkilometer.